# Психоделия Tomorrow
Психоделия Tomorrow — третий альбом группы «Егор и Опизденевшие» (на обложке название группы обозначено как «Опизденевшие») изданный ограниченным тиражом. Был записан во время работы группы над альбомом «Сто лет одиночества». По словам Егора Летова — лидера группы, альбом изначально задумывался тройным, но по причинам объёма материала им было решено сделать сборник психоделических джемов.

## Список композиций
Все тексты написаны Александром Рожковым.
| №   | Название                                                                                   | Музыка                                           | Длительность |
| --- | ------------------------------------------------------------------------------------------ | ------------------------------------------------ | ------------ |
| 1.  | «И улетел»                                                                                 | Александр Рожков, Егор Летов, Константин Рябинов | 2:27         |
| 2.  | Без названия                                                                               | Александр Рожков, Егор Летов, Константин Рябинов | 2:16         |
| 3.  | «(часть 1)»                                                                                | Александр Рожков, Егор Летов, Константин Рябинов | 3:27         |
| 4.  | «Ждать»                                                                                    | Александр Рожков, Егор Летов, Константин Рябинов | 4:28         |
| 5.  | Без названия                                                                               | Александр Рожков, Егор Летов, Константин Рябинов | 1:42         |
| 6.  | «С понедельника на пятницу рассчитывали быть, а со вторника суббота подошла к концу опять» | Александр Рожков, Егор Летов, Константин Рябинов | 4:30         |
| 7.  | Без названия                                                                               | Александр Рожков, Егор Летов, Константин Рябинов | 4:03         |
| 8.  | «Кто будет со мною тама?»                                                                  | Александр Рожков, Егор Летов, Константин Рябинов | 3:39         |
| 9.  | Без названия                                                                               | Александр Рожков, Егор Летов, Константин Рябинов | 5:06         |
| 10. | Без названия                                                                               | Егор Летов, Константин Рябинов                   | 5:25         |
| 11. | «3 (часть 2)»                                                                              | Александр Рожков, Егор Летов, Константин Рябинов | 4:07         |
| 12. | Без названия                                                                               | Александр Рожков, Егор Летов, Константин Рябинов | 3:39         |
| 13. | «Зачем снятся сны»                                                                         | Егор Летов, Константин Рябинов                   | 2:40         |
| 14. | «Шла война»                                                                                | Александр Рожков, Егор Летов, Евгений Пьянов     | 4:16         |
| 15. | Без названия                                                                               | Егор Летов, Константин Рябинов, Игорь Жевтун     | 15:37        |
| 16. | «Психоделия Tomorrow»                                                                      | Александр Рожков, Егор Летов, Константин Рябинов | 3:35         |

## О записи
Придумано и записано в ГрОб-студии в Омске Александром Рожковым, Константином Рябиновым и Егором Летовым в июле 1993 (кроме 10, 13 и 15 — записаны в разное время во время работы над альбомом «Сто лет одиночества» Егором Летовым и Константином Рябиновым). «Шла война» записана в 1999 г. Е. Летовым, К. Рябиновым и Е. Пьяновым.
В записи альбома принимали участие:
- Александр Рожков: голос, флейта, перкуссия, гитара (в композициях № 1,2,12,16).
- Константин Рябинов: электроорган, бас, голос (в № 3), гитары, эффекты, перкуссия.
- Егор Летов: ударные, голос (в № 3), гитары, эффекты.
- В композиции «Шла война»: Евгений Пьянов: гитарный перебор.
- В композиции № 15: Игорь Жевтун: гитара.